# Cirina amieti
Cirina amieti är en fjärilsart som beskrevs av Philippe Darge 1975. Cirina amieti ingår i släktet Cirina och familjen påfågelsspinnare. Inga underarter finns listade i Catalogue of Life.